# Алин, Ларс
Ларс Алин (4 апреля 1915 — 11 марта 1997) — шведский автор и эстетик.
Алин покинул школу, когда ему было 13, чтобы поддержать свою семью. Позже он учился в нескольких средних школах. По окончании учёбы Ларс переехал в Стокгольм, где написал два неопубликованных романа (Tåbb med manifestet, 1943). История о молодом пролетарии, который отклоняет ценности коммунизма в пользу секуляризуемого Лютеранского богословия, где человек оценен по его делам без предвзятых понятий, готовила почву для его последующих работ. Критики сравнивали Алина с Федором Достоевским и Томасом Манном. Среди полученных писателем наград: Приз Девяти в 1960, Большая премия Общества поддержки литературы за роман в 1962, Августовская премия (1990). Почетный доктор философии (1969). В 1995 он получил Литературную премию Шведской академии, иногда называемую «Малой Нобелевской премией по литературе».
Женой Ларса Алина была писательница Гуннель Алин.

## Известные работы
- Tåbb med manifestet, 1943
- No Eyes Await Me (story collection), 1944
- Min död är min (My Death Is My Own), 1945
- Om (If, About, Around), 1946
- Kanelbiten (The Cinnamon Girl), 1953
- The Great Amnesia, 1954
- Natt i marknadstältet (Night in the Market Tent), 1957
- Bark and Leaves, 1961
- Sjätte munnen (The Sixth Mouth), 1985